# تريسي بيريز
تريسي مورين بيريز (ولدت في 23 مارس 1993) هي عارضة أزياء فلبينية ، ومهندسة صناعية ، وحاملة لقب ملكة جمال الفلبين ، وتوجت ملكة جمال الفلبين 2021. ستمثل الفلبين في مسابقة ملكة جمال العالم 2021 في بورتوريكو في ديسمبر 2021.

## نشأتها
ولدت بيريز قبل أوانها في 23 مارس 1993 في مدينة سيبو لأم عزباء ، تشونا بيريز ، ولكنها انتقلت بعد ذلك إلى سيبو مدينة. تخرج بيريز من جامعة سان كارلوس بدرجة في الهندسة الصناعية.